# Дзержинська селищна рада
Дзержи́нська се́лищна ра́да — орган місцевого самоврядування у складі Ровеньківської міської ради Луганської області. Адміністративний центр — селище міського типу Дзержинський.

## Загальні відомості
- Дзержинська селищна рада утворена в 1920 році.
- Територія ради: 13,4 км²
- Населення ради: 8 599 осіб (станом на 1 січня 2011 року)
- Територією ради протікає річка Ровеньок.

## Населені пункти
Селищній раді підпорядковані населені пункти:
- смт Дзержинський

## Склад ради
Рада складається з 30 депутатів та голови.
- Голова ради: Чередниченко Валентина Дмитрівна
- Секретар ради: Грищенко Наталія Валеріївна

### Керівний склад попередніх скликань
| ПІБ                              | Основні відомості                                                        | Дата обрання | Дата звільнення |
| -------------------------------- | ------------------------------------------------------------------------ | ------------ | --------------- |
| Перець Олександр Леонідович      | Селищний голова, 1948 року народження, безпартійний                      | 26.03.2006   | 01.08.2008      |
| Чередниченко Валентина Дмитрівна | Селищний голова, 1956 року народження, освіта вища, член Партії регіонів | 15.03.2009   | 31.10.2010      |
| Чередниченко Валентина Дмитрівна | Селищний голова, 1956 року народження, освіта вища, позапартійна         | 31.10.2010   |                 |

Примітка: таблиця складена за даними джерела

### Депутати
За результатами місцевих виборів 2010 року депутатами ради стали:

#### За суб'єктами висування
| Суб'єкт висування           | Кількість обраних депутатів | %    |
| --------------------------- | --------------------------- | ---- |
| Самовисування               | 17                          | 56,7 |
| Партія регіонів             | 11                          | 36,7 |
| Комуністична партія України | 2                           | 6,7  |

#### За округами
| № округу                    | Прізвище, ім'я, по батькові       | Дата визнання обраним | Освіта         | Партійна приналежність            | Відомості про обраного депутата                                                       |
| --------------------------- | --------------------------------- | --------------------- | -------------- | --------------------------------- | ------------------------------------------------------------------------------------- |
| Комуністична партія України |                                   |                       |                |                                   |                                                                                       |
| 20                          | Борисенко Тетяна Василівна        | 01.11.2010            | Освіта середня | член Комуністичної партії України | Дзержинська селищна рада, інспектор військово-облікового столу                        |
| 30                          | Губанов Олексій Миколайович       | 01.11.2010            | Освіта середня | член Комуністичної партії України | Ровеньківська загальноосвітня школа № 7, завідувач господарством                      |
| Партія регіонів             |                                   |                       |                |                                   |                                                                                       |
| 1                           | Голдінов Євген Іванович           | 01.11.2010            | Освіта вища    | член Партії регіонів              | ОП «Ровеньківське ВТУ», майстер                                                       |
| 3                           | Друпов Василь Іванович            | 01.11.2010            | Освіта вища    | член Партії регіонів              | Шахтоуправління Ровеньківське, начальник охорони                                      |
| 4                           | Фомін Сергій Геннадійович         | 01.11.2010            | Освіта вища    | член Партії регіонів              | приватний підприємець                                                                 |
| 5                           | Іванов Вадим Михайлович           | 01.11.2010            | Освіта вища    | позапартійний                     | приватний підприємець                                                                 |
| 6                           | Тимчук Олександр Петрович         | 01.11.2010            | Освіта середня | позапартійний                     | пенсіонер                                                                             |
| 8                           | Шепелькова Олена Віталіївна       | 01.11.2010            | Освіта вища    | позапартійна                      | Держкомзем, начальник відділу                                                         |
| 10                          | Соболєв Микола Миколайович        | 01.11.2010            | Освіта середня | член Партії регіонів              | приватний підприємець                                                                 |
| 11                          | Бесєдін Юрій Володимирович        | 01.11.2010            | Освіта середня | позапартійний                     | Шахтоуправління Ровеньківське, охоронець                                              |
| 16                          | Тильний Андрій Вікторович         | 01.11.2010            | Освіта вища    | член Партії регіонів              | Фонд соціального страхування, заступник начальника                                    |
| 23                          | Тильна Наталія Станіславівна      | 01.11.2010            | Освіта середня | позапартійна                      | Дзержинська селищна рада, касир                                                       |
| 28                          | Слободенко Кирило Олександрович   | 01.11.2010            | Освіта вища    | член Партії регіонів              | Київська рада, помічник депутата Київської Ради                                       |
| Самовисування               |                                   |                       |                |                                   |                                                                                       |
| 2                           | Рубанцова Лідія Степанівна        | 01.11.2010            | Освіта середня | позапартійна                      | приватний підприємець                                                                 |
| 7                           | Савченко Анатолій Григорович      | 01.11.2010            | Освіта середня | позапартійний                     | Шахтоуправління Дзержинського, проходчик                                              |
| 9                           | Буранов Сергій Олександрович      | 01.11.2010            | Освіта вища    | позапартійний                     | Державне підприємство «Ровенькиантрацит», начальник матеріально-технічного постачання |
| 12                          | Капічніков Володимир Миколайович  | 01.11.2010            | Освіта середня | позапартійний                     | Шахтоуправління Дзержинського, помічник начальника дільниці                           |
| 13                          | Семендяєва Людмила Вячеславівна   | 01.11.2010            | Освіта вища    | позапартійна                      | загальноосвітня школа № 8, вчитель                                                    |
| 14                          | Карлаш Галина Григорівна          | 01.11.2010            | Освіта середня | позапартійна                      | приватний підприємець                                                                 |
| 15                          | Борисова Ольга Петрівна           | 01.11.2010            | Освіта середня | позапартійна                      | Соціальна служба, соціальний працівник                                                |
| 17                          | Дейнега Сергій Федорович          | 01.11.2010            | Освіта вища    | позапартійний                     | Шахтоуправління Дзержинського, механік                                                |
| 18                          | Карлаш Олександр Сергійович       | 01.11.2010            | Освіта середня | позапартійний                     | пенсіонер                                                                             |
| 19                          | Єрьоменко Анатолій Олександрович  | 01.11.2010            | Освіта середня | позапартійний                     | Шахтоуправління Дзержинського                                                         |
| 21                          | Борисенко Володимир Михайлович    | 01.11.2010            | Освіта середня | позапартійний                     | пенсіонер                                                                             |
| 22                          | Лисенко Вячеслав Георгійович      | 01.11.2010            | Освіта вища    | позапартійний                     | Дзержинська селищна рада, секретар                                                    |
| 24                          | Друппов Анатолій Йосипович        | 01.11.2010            | Освіта середня | позапартійний                     | пенсіонер                                                                             |
| 25                          | Грищенко Наталія Валеріївна       | 01.11.2010            | Освіта вища    | позапартійна                      | Дзержинська селищна рада, заступник голови селищної ради                              |
| 26                          | Богачов Андрій Сергійович         | 01.11.2010            | Освіта середня | позапартійний                     | Шахтоуправління Дзержинського, охоронець                                              |
| 27                          | Печеньков Володимир Володимирович | 01.11.2010            | Освіта середня | позапартійний                     | Шахтоуправління Дзержинського, прохідник                                              |
| 29                          | Архіпова Юлія Миколаївна          | 01.11.2010            | Освіта середня | позапартійна                      | Дошкільна установа «Топольок-15», вихователь                                          |